# ژول پیرارد
ژول پیرارد (به انگلیسی: Jules Pirard) ژیمناست زادهٔ ۲۸ مهٔ ۱۸۸۵ میلادی اهل کشور فرانسه است.